# Комарова Марія Яківна
Марія Яківна Комарова (нар. 1926, тепер П'ятихатського району, Дніпропетровська область — ?) — українська радянська діячка, новатор сільськогосподарського виробництва, свинарка радгоспу «Зоря комунізму» П'ятихатського району Дніпропетровської області. Депутат Верховної Ради УРСР 6-го скликання.

## Біографія
Народилася у селянській родині. Батьки рано померли. Виховувалася у селянській родині в селі Комісарівці П'ятихатського району Дніпропетровської області.
З 1942 по 1945 рік працювала на сільськогосподарських роботах у поміщицькому маєтку в Німецькому рейху. У 1945 році повернулася до П'ятихаток.
З 1948 року — робітниця, свинарка радгоспу «Зоря комунізму» П'ятихатського району Дніпропетровської області. У 1962 році здала державі 626 свиней вагою 723 центнери. Ударник комуністичної праці.
Член КПРС з 1959 року.

## Нагороди
- медаль «За трудову доблесть» (26.02.1958)
- медалі